# OSSA Mick Andrews Replica
L'OSSA Mick Andrews Replica, més coneguda com a MAR o M.A.R. (i sovint anomenada simplement «la Mick Andrews»), fou un model de motocicleta de trial fabricat per OSSA entre 1972 i 1977. Al llarg de la seva vida comercial se'n produïren quatre versions, totes elles amb les següents característiques generals: dipòsit i tapes de filtre per separat en color blanc amb franges verdes, motor de dos temps monocilíndric refrigerat per aire (inicialment de 244 cc i després de 310 cc), bastidor de doble bressol, frens de tambor i amortidors de forquilla convencional davant i telescòpics darrere.
Presentada el 1971 i comercialitzada d'ençà de 1972, la MAR era l'esperada resposta d'OSSA a les reeixides Bultaco Sherpa T de 1965 i Montesa Cota de 1968, els dos innovadors models creats pels fabricants catalans que havien revolucionat un esport, el trial, practicat fins aleshores amb feixugues motocicletes britàniques propulsades amb motor de quatre temps. Un cop a la venda, la MAR demostrà estar al mateix nivell, pel cap baix, de les seves competidores i esdevingué la tercera en discòrdia tant al vessant esportiu com al comercial. Durant anys, les Sherpa, Cota i MAR foren considerades les millors motocicletes de trial del món i assoliren tota mena d'èxits esportius fins que la crisi de començaments de la dècada de 1980 provocà el tancament d'OSSA i Bultaco i feu entrar en decadència a Montesa.
La MAR deu el seu nom a Mick Andrews, el millor pilot de trial de l'època i un dels més recordats de la història d'aquest esport, ja que era una rèplica exacta del prototipus que havia estat desenvolupant l'anglès d'ençà de 1967 en estreta col·laboració amb l'enginyer Eduard Giró (un prototipus amb el qual Andrews havia guanyat fins al 1971 dues edicions dels Sis Dies d'Escòcia de Trial i un Campionat d'Europa). El 1972, pilotant ja una MAR com la de les botigues, Andrews repetí victòria a Escòcia i al campionat europeu. A final de temporada, però, acceptà una milionària oferta de Yamaha i abandonà OSSA, deixant enrere una llarga etapa durant la qual contribuí en gran manera a augmentar la popularitat de la marca catalana a Europa.

## Característiques
La MAR fou en el seu moment una moto revolucionària en el sentit que trencava amb tot allò que havia esdevingut estàndard en una moto de trial. Per començar, la seva particular estètica (blanca amb franja diagonal verda) no deixava indiferent a ningú i fou un dels motius del seu èxit, ja que molts afeccionats la consideraven com a la més bonica del mercat. Era una imatge que diferia clarament del vermell predominant aleshores (tant les Cota com les Sherpa T eren d'aquest color). També la decisió de tornar a l'antiga separació de dipòsit i tapes de filtre contravenia la innovació creada per Montesa el 1968 amb la Cota 247 (conjunt dipòsit-selló d'una sola peça) i seguida després per Bultaco amb el seu Kit Campió. Finalment, la MAR apostava per un selló llarg, ample i confortable, contràriament al que feia la competència, amb sellons gairebé simbòlics. En poques paraules, la MAR representava l'inconformisme dins el món de les motocicletes de trial i fou titllada sovint d'«extravagant, iconoclasta, trencadora».
El motor de la MAR era també especial, ja que segons es deia «no tenia baixos, era pura potència: donaves gas i sorties de qualsevol lloc». A banda de més potent, la MAR era més petita i lleugera que les seves rivals del moment, malgrat que justament la seva elevada potència en complicava el pilotatge. Aquesta circumstància, però, quedava minimitzada per una ben estudiada relació de canvi. El bastidor era de doble bressol obert per la part inferior, amb la protecció del càrter inicialment sintètica i, en futures versions, metàl·lica. D'altra banda, una de les característiques tècniques més discutides de la moto era la seva llarga palanca d'engegada, ja que tenia fama d'incòmoda i fins i tot perillosa.
En resum, la MAR fou considerada al seu moment com a «l'apoteosi del trial». En un reportatge aparegut a la premsa especialitzada el desembre de 1971, poc després de la seva presentació, s'afirmava que «els seus acabats voregen la perfecció; és la millor moto de trial existent».

## Història

### Antecedents: l'OSSA Pluma
Cap al setembre de 1966, més d'un any després del llançament per part de Bultaco de la Sherpa T, OSSA va decidir d'involucrar-se seriosament en la recentment descoberta disciplina del trial. Aprofitant la participació de Mick Andrews amb l'equip britànic als ISDT de Villingsberg (Suècia), Eduard Giró s'hi desplaçà i hi contactà. Eduard era fill de l'amo d'OSSA Manuel Giró i un enginyer de prestigi (creà, entre d'altres, l'OSSA monocasc 250cc de Santiago Herrero). Pel que fa a Andrews, era ja una ferma promesa del trial que havia aconseguit el podi als Sis Dies d'Escòcia, la prova més emblemàtica d'aquest esport, ininterrompudament des de 1963 (aquell 1966 hi havia estat tercer als comandaments d'una Bultaco Sherpa T, darrere d'Alan Lampkin i Sammy Miller). A banda de la seva habilitant pilotant, l'anglès tenia grans coneixements de mecànica i sabia transmetre amb detall el funcionament d'una moto de trial.
Mig d'amagat, Andrews viatjà a Barcelona i hi va provar l'únic model aprofitable per a competir en trial, en aquells moments la Pluma 230 (model anomenat Plonker al mercat anglosaxó), aleshores més aviat una moto de motocròs o d'enduro que no pas de trial. Andrews i OSSA arribaren a una entesa i signaren el contracte a començaments de 1967, moment en el qual Andrews començà la seva tasca de desenvolupament de la Pluma. Una de les primeres proves que hi disputà fou el Trial de Reis celebrat als voltants de l'Arrabassada el 8 de gener de 1967, prova que guanyà còmodament competint-hi fora de concurs.
Tot i que la moto no semblava tan competitiva com les Bultaco i Montesa, Andrews hi aconseguí bons resultats, entre els quals el tercer lloc als Sis Dies d'Escòcia el 1968 i el segon el 1969. Aquell any, la seva feina fructificà amb la Pluma 250, model que ha estat considerat com a la primera moto de trial d'OSSA. El motor feia ara 244 cc amb doble bugia, canvi encara de quatre velocitats i una potència de 18 CV a 8.000 rpm, essent la seva característica principal la innovadora encesa electrònica (evitant així que el motor fallés en passar per zones humides i oferint-li més estanquitat).

### Gestació de la MAR

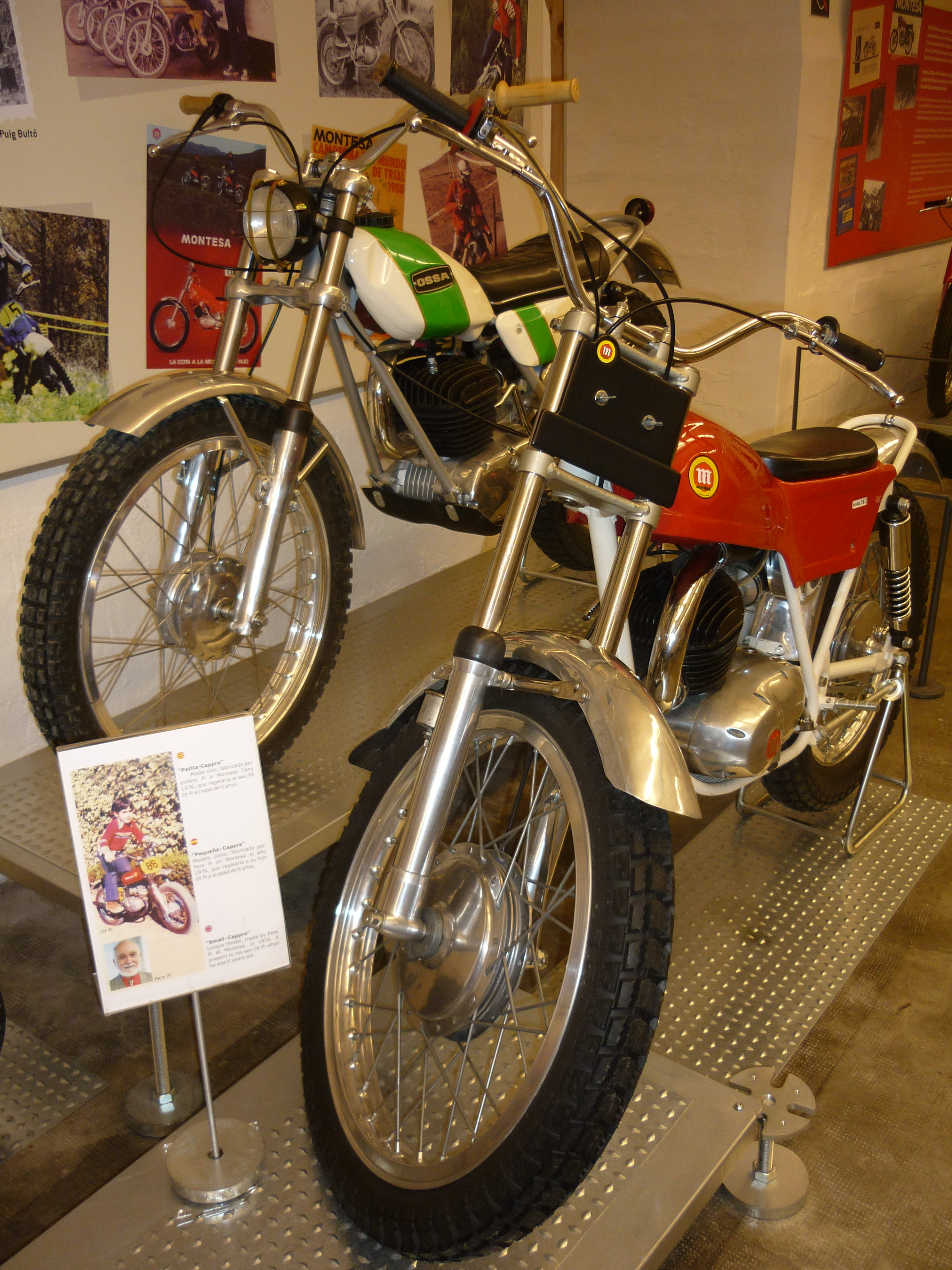
Dues protagonistes de l'època daurada del trial: OSSA MAR 250 de 1972 (esquerra) i Montesa Cota 247 de 1968 (dreta)

A partir de la Pluma 250 s'anà desenvolupant un nou prototipus que, cap a 1970, estava ja en fase avançada. El març d'aquell any Andrews el pilotà al IV Trial de Sant Llorenç, puntuable per al Campionat d'Europa, amb el resultat d'una victòria espectacular (acabà la cursa amb 20 punts menys de penalització que el segon classificat, Rob Edwards). Poc després, al maig, arribà finalment la seva primera victòria als Sis Dies d'Escòcia després de 9 anys d'intentar-ho. El prototipus d'OSSA que hi pilotà era ja pràcticament una MAR, tot i que el conjunt dipòsit-selló (de color vermell amb franja diagonal blanca) era encara d'una sola peça, seguint la tendència iniciada el 1968 per la Montesa Cota 247.
Fou durant aquella època que Andrews esdevingué el pilot de trial més admirat, amb un estil de pilotatge que fou sovint descrit com a «espectacular i una mica malabarista» (també s'ha dit que era «impetuós i poc espectacular per l'absència de filigranes» en comparació, lògicament, amb l'estil de pilotatge actual).
Uns mesos després, durant l'estiu de 1970, Andrews s'instal·là amb la seva dona a Castelldefels, Baix Llobregat, per tal de centrar-se en el desenvolupament definitiu de la futura MAR, braç a braç amb Eduard Giró. La major part de la feina de posada a punt de la moto la varen dur a terme a la falda del Tibidabo (just on actualment hi ha la Torre de Collserola de Norman Foster).

### Llançament definitiu
El prototipus anava evolucionant tant en l'apartat mecànic com estètic: l'inicial color vermell esdevingué blanc amb franja diagonal vermella, blava o verda segons la versió (també n'hi hagué una versió amb franja blanca sobre dipòsit gris blavós). Cap a 1971 s'envià als EUA per tal de començar a promoure'l amb unes exhibicions d'Andrews abans no se'n fes el llançament definitiu i en aquell moment se li canvià el color de la banda diagonal a blau. Totes aquelles versions duien encara el dipòsit-selló d'una sola peça, però la mecànica era ja gairebé la definitiva.
El 1971 fou l'any decisiu: amb el prototipus, Andrews guanyà un altre cop els Sis Dies d'Escòcia i a més a més, en la seva primera temporada completa al Campionat d'Europa en guanyà el títol de forma espectacular, amb cinc victòries i dos segons llocs sobre nou proves puntuables. A finals d'any s'anuncià el llançament imminent de la nova "Ossa 250 MAR (Mick Andrews Replica)", tot i que encara calgué esperar a començaments de 1972 per a veure-la, ja que unes inundacions a la fàbrica de la Zona Franca de Barcelona en varen endarrerir la producció.
És coneguda una anècdota que diu que, un cop comercialitzada, se'n va enviar una unitat a l'importador de la marca als EUA i aquest, tan bon punt la va haver rebut, va remetre un telegrama a la fàbrica amb el següent missatge: «La moto no interessa a ningú, sembla una joguina». Un pèl desorientats, els dirigents d'OSSA enviaren poc temps després Mick Andrews cap als EUA per tal que hi fes una gira de demostracions amb la MAR. Un cop tornat a Europa, es va rebre a la fàbrica de Barcelona un nou telegrama de l'importador americà que deia textualment: «Enviar ràpidament 2.000 motos de trial -Urgent-».
Malgrat que Andrews abandonà la marca el 1973, l'OSSA Mick Andrews Replica es mantingué amb aquesta denominació fins a l'estiu de 1977. A partir d'aleshores, els models de trial de la marca catalana es comercialitzaren com a OSSA TR. Val a dir que Mick Andrews tornà a pilotar per a la firma catalana el 1978 i col·laborà en el desenvolupament d'un altre model d'OSSA que ha passat a la història: la TR 80, coneguda com a "la groga".

## Palmarès

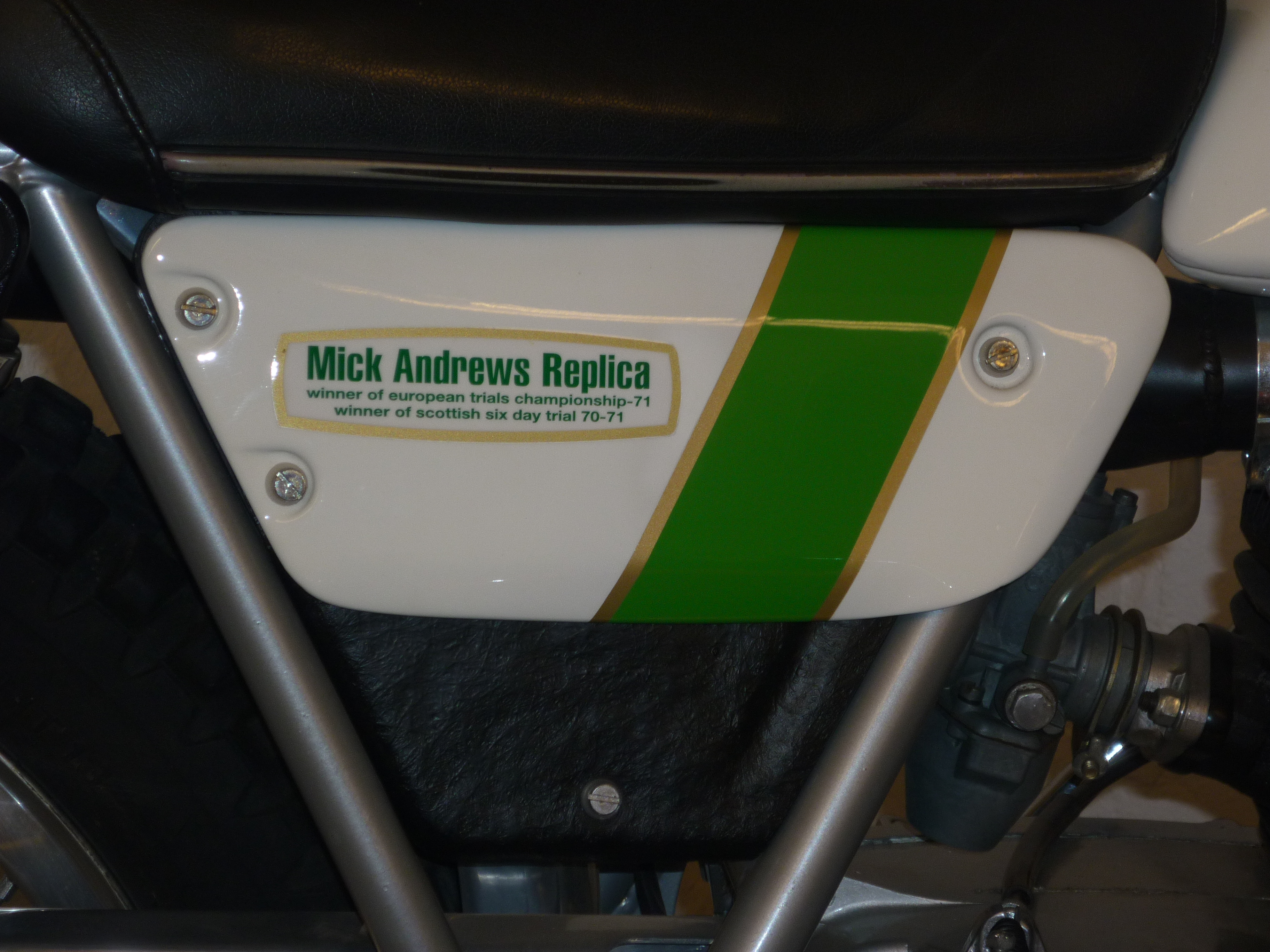
Placa d'una OSSA MAR de 1972 commemorant els primers èxits de Mick Andrews

Mick Andrews va guanyar amb l'OSSA els Sis Dies d'Escòcia de trial tres anys seguits (1970, 1971 i 1972) i dos campionats d'Europa també seguits (1971 i 1972). Per bé que, estrictament parlant, només els de 1972 varen ser aconseguits amb una MAR, els anteriors els guanyà amb un prototipus del futur model.
A banda dels èxits assolits per Andrews, l'OSSA MAR aconseguí diversos campionats internacionals i estatals de trial al llarg de la seva història, entre els quals:
- 2 Campionats escandinaus (1973-1974)
- 4 Campionats d'Itàlia (Giovanni Tosco, 1973-1976)
- 1 Campionat de Suècia (Thore Evertsson, 1972)
- 1 Campionat dels Països Baixos (1973)
- 1 Campionat d'Austràlia (1974)
- 1 Campionat d'Europa de Sidecar Trial (Jack Mathews i A. Armstrong, 1976). La parella Jack Mathews i A. Armstrong en guanyà també diversos campionats britànics entre 1974 i 1976.[19]

A banda dels campions esmentats, molts altres pilots destacaren arreu del món als comandaments de la MAR. Entre ells, els britànics David Thorpe, Nigel Birkett, John Reynolds, John Metcalfe i Chris Sutton o els catalans Quico Payà (subcampió d'Espanya el 1972) i Albert Juvanteny. Un altre que ho podria haver fet fou Randy Muñoz, fitxat per OSSA el 1974 amb la intenció de guanyar el campionat estatal amb la MAR, però aquella temporada decidí dedicar-se al motocròs. Finalment, cal recordar que Toni Gorgot es va donar a conèixer el 1977 en guanyar el Campionat d'Espanya Júnior amb una MAR 350 de 1976. L'èxit li valgué ser fitxat per Bultaco.

## Versions

### Llista de versions produïdes
| Versió                    | Cilindrada                | Id. Model                 | Anys                      | Núm. Sèrie                | Unitats | Pintura dipòsit                                           |
| ------------------------- | ------------------------- | ------------------------- | ------------------------- | ------------------------- | ------- | --------------------------------------------------------- |
| MAR 250                   | 244 cc                    | B34                       | 1972 - 1973               | B340001                   | 7.000   | Blanc amb franja diagonal verda                           |
| MAR 250/74                | 244 cc                    | B22                       | 1973 - 1977               | B220001                   | 6.000   | Blanc amb franja corbada verda                            |
| MAR 350                   | 310 cc                    | B24                       | 1975 - 1976               | B240001                   | 1.800   | Blanc amb franges vermella i verda (parafangs metàl·lics) |
| MAR 350/76                | 310 cc                    | B24                       | 1976 - 1977               | B241801                   | 800     | Blanc amb franges vermella i verda (parafangs plàstics)   |
| Total d'unitats produïdes | Total d'unitats produïdes | Total d'unitats produïdes | Total d'unitats produïdes | Total d'unitats produïdes | 15.600  |                                                           |

Notes
1. ↑  El motor de la MAR cubicava 244 cc (72 x 60), per bé que el fullet n'indicava 250
2. ↑  Algunes fonts esmenten el 1971 com a any de llançament de la MAR, però tot i que a finals d'aquell any es presentà oficialment, la moto no sortí a la venda fins al 1972
3. ↑  El motor de la MAR 350 cubicava 310 cc (77 x 65), per bé que el fullet n'indicava 350 i algunes fonts n'esmenten 302 erròniament[17][28]

### MAR 250
La primera versió de la MAR sortí al mercat a començaments de 1972, al preu inicial de 40.918 pts i 48.500 matriculada (menys de 300 € al canvi actual). Era una moto molt especial, adaptada al pilotatge del campió anglès, que obligava a una conducció molt avançada en ser una mica més curta que les seves competidores i portar el motor i estreps més endarrerits. El motor, sobrat de potència i amb uns baixos importants, anava pintat de negre; el bastidor, de gris argentat i els colors triats per al dipòsit de fibra i tapes laterals varen ser el blanc amb franges verdes en diagonal i filetejats daurats. La protecció del càrter era de fibra negra.
La moto gaudia, en definitiva, d'una estètica i prestacions molt reeixides que en varen fer vendre a OSSA més de 7.000 unitats a tot el món en menys de dos anys, èxit que la mantingué en fabricació durant 3 anys gairebé sense modificacions. Com a curiositat, cal dir que la moto fou majoritàriament coneguda a Catalunya amb l'apel·latiu afectuós de "la Mick Andrews" i, més exactament, "la Macandrius" (ja que el nivell d'anglès entre la població d'aleshores era més fluix que l'actual i la pronúncia portava a certa confusió).
Fitxa tècnica
| Versió /72         | Versió /72                      | Versió /72 |
| ------------------ | ------------------------------- | ---------- |
|                    | OSSA MAR 250                    |            |
| Id. Model          | B34                             |            |
| Núm. Sèrie         | B340001                         |            |
| Anys               | 1972 - 1973                     |            |
| CC                 | 244                             |            |
| Diàmetre x Carrera | 72 x 60 mm                      |            |
| Compressió         | 9,5:1                           |            |
| CV                 | 19 a 6.500 rpm                  |            |
| Carburador         | Irz 27 mm                       |            |
| Canvi              | 5 velocitats                    |            |
| Suspensió davant   | Forquilla telescòpica           |            |
| Suspensió darrera  | Amortidors hidràulics           |            |
| Pneumàtic davant   | 2,75 x 21                       |            |
| Pneumàtic darrera  | 4,00 x 18                       |            |
| Frens davant       | Tambor 122 mm                   |            |
| Frens darrera      | Tambor 122 mm                   |            |
| Pes en sec         | 87 Kg                           |            |
| Capacitat dipòsit  | 6,25 litres                     |            |
| Pintura dipòsit    | Blanc amb franja diagonal verda |            |

### MAR 250/74
El 1974, un any després que Andrews deixés OSSA per anar a Yamaha, l'empresa catalana llançà la segona versió de la MAR amb algunes modificacions. Ara la protecció del càrter era d'alumini, la tapa de filtre i dipòsit eren més estilitzats i la seva decoració també variava (les franges verdes que creuaven el dipòsit i tapes laterals esdevenien més estretes, essent corbades en comptes de diagonals). El basculant era més llarg, l'encesa electrònica i els frens, millors. Incorporava també millores importants al motor, desenvolupaments, cilindre, cigonyal i fins i tot al càrter (ara més pesat). El motor era encara de 244 cc, però ara amb més Parell motor.
Aquest model fou emprat -entre altres pilots de renom- per Jack Mathews al Regne Unit, obtenint-hi el campionat de Sidecar Trial el mateix any de la seva aparició. El suec Thore Evertsson hi aconseguí el tercer lloc als Sis Dies d'Escòcia d'aquell mateix any.
Fitxa tècnica
| Versió /74         | Versió /74                     | Versió /74 |
| ------------------ | ------------------------------ | ---------- |
|                    | OSSA MAR 250/74                |            |
| Id. Model          | B22                            |            |
| Núm. Sèrie         | B220001                        |            |
| Anys               | 1973 - 1977                    |            |
| CC                 | 244                            |            |
| Diàmetre x Carrera | 72 x 60 mm                     |            |
| Compressió         | 9:1                            |            |
| CV                 | 18                             |            |
| Carburador         | Amal 27 mm                     |            |
| Canvi              | 5 velocitats                   |            |
| Suspensió davant   | Forquilla telescòpica          |            |
| Suspensió darrera  | Amortidors hidràulics          |            |
| Pneumàtic davant   | 2,75 x 21                      |            |
| Pneumàtic darrera  | 4,00 x 18                      |            |
| Frens davant       | Tambor 122 mm                  |            |
| Frens darrera      | Tambor 122 mm                  |            |
| Pes en sec         | 87 Kg                          |            |
| Capacitat dipòsit  | 6,25 litres                    |            |
| Pintura dipòsit    | Blanc amb franja corbada verda |            |

### MAR 350
El 1975 aparegué l'OSSA MAR 350. Gràcies al seu nou motor de 310 cc la resposta de la moto era molt més suau, amb més tracció i reduint la brusquedat de reacció a baixes revolucions. La segona marxa també era diferent, més curta i, per tant, més utilitzable. Estèticament, la novetat més destacada era la nova decoració amb dues ratlles corbades en colors vermell i verd al dipòsit i tapes laterals, en comptes de l'únic color verd que caracteritzava l'anterior model.
Fitxa tècnica
| Versió /75         | Versió /75                                                | Versió /75 |
| ------------------ | --------------------------------------------------------- | ---------- |
|                    | OSSA MAR 350                                              |            |
| Id. Model          | B24                                                       |            |
| Núm. Sèrie         | B240001                                                   |            |
| Anys               | 1975 - 1976                                               |            |
| CC                 | 310                                                       |            |
| Diàmetre x Carrera | 77 x 65 mm                                                |            |
| Compressió         | 9,7:1                                                     |            |
| CV                 | 19 a 6.000 rpm                                            |            |
| Carburador         | Amal 28 mm                                                |            |
| Canvi              | 5 velocitats                                              |            |
| Suspensió davant   | Forquilla telescòpica                                     |            |
| Suspensió darrera  | Amortidors hidràulics                                     |            |
| Pneumàtic davant   | 2,75 x 21                                                 |            |
| Pneumàtic darrera  | 4,00 x 18                                                 |            |
| Frens davant       | Tambor 122 mm                                             |            |
| Frens darrera      | Tambor 122 mm                                             |            |
| Pes en sec         | 75,5 Kg                                                   |            |
| Capacitat dipòsit  | 6,25 litres                                               |            |
| Pintura dipòsit    | Blanc amb franges vermella i verda (parafangs metàl·lics) |            |

### MAR 350/76
A la primavera de 1976, tot aplicant l'experiència dels pilots oficials de la marca, OSSA tragué al mercat la renovació del seu model MAR 350. El bastidor era idèntic a l'anterior tret dels ancoratges dels amortidors del darrere, ara amb un angle més pronunciat. L'estètica era similar, només canviaven els parafangs -ara de plàstic- i el color de les ampolles de la forquilla anterior i el colze del tub d'escapament, ara negres.
On els canvis eren més importants era al motor i a la forquilla. El primer patí modificacions en embragatge i cigonyal així com al grup tèrmic (modificació de transferidors), i la forquilla era ara una Betor de 174 mm.
Fitxa tècnica
| Versió /76         | Versió /76                                              | Versió /76 |
| ------------------ | ------------------------------------------------------- | ---------- |
|                    | OSSA MAR 350/76                                         |            |
| Id. Model          | B24                                                     |            |
| Núm. Sèrie         | B241801                                                 |            |
| Anys               | 1976 - 1977                                             |            |
| CC                 | 310                                                     |            |
| Diàmetre x Carrera | 77 x 65 mm                                              |            |
| Compressió         | 9,7:1                                                   |            |
| CV                 | 19 a 6.000 rpm                                          |            |
| Carburador         | Amal 28 mm                                              |            |
| Canvi              | 5 velocitats                                            |            |
| Suspensió davant   | Forquilla telescòpica                                   |            |
| Suspensió darrera  | Amortidors hidràulics                                   |            |
| Pneumàtic davant   | 2,75 x 21                                               |            |
| Pneumàtic darrera  | 4,00 x 18                                               |            |
| Frens davant       | Tambor 122 mm                                           |            |
| Frens darrera      | Tambor 122 mm                                           |            |
| Pes en sec         | 75,5 Kg                                                 |            |
| Capacitat dipòsit  | 6,25 litres                                             |            |
| Pintura dipòsit    | Blanc amb franges vermella i verda (parafangs plàstics) |            |

#### Plonker BLT
La Plonker BLT (escrit de vegades BLT Plonker) fou una adaptació específica de la MAR per al mercat nord-americà. Creada a iniciativa de John Taylor, l'importador d'OSSA als EUA, se n'ha estimat la producció total en unes 10 unitats. La primera versió partia de la MAR 350 i aparegué cap a 1976, mentre la segona, basada en la MAR 250, sortí cap a 1978. Tot començà quan Taylor contactà amb Joe Bolger, diverses vegades campió de motocròs de Nova Anglaterra, i ambdós decidiren dissenyar una moto de trial "a l'americana". El resultat era bàsicament una MAR amb alguns canvis menors i un original artefacte que feia d'amortidor posterior. De fet, Plonker era el nom amb què es coneixia comunament l'OSSA MAR als EUA (i fins i tot la seva antecessora, l'OSSA Pluma), i «BLT» venia de Bolger Long Travel.
Certament innovador per al seu temps, el sistema de suspensió posterior ideat per Joe Bolger es va arribar a patentar amb el nom de «BSS» (Bolger Suspension System) i constava de dos amortidors posteriors Koni col·locats a la part interna de la triangulació posterior del xassís, essent mogut tot el conjunt per unes palanques ancorades al basculant. Pel que fa a la resta d'innovacions d'aquest model, cal esmentar-ne el carburador Mikuni de 26 mm en comptes de l'Irz original, la caixa de filtre d'aire de dimensions reduïdes i uns panells laterals que protegeixen part dels amortidors, a banda del canvi estètic evident pel que fa al color de la fibra i els adhesius del dipòsit i tapes de filtre (negre amb franges irisades en comptes del clàssic blanc amb franges verda i vermella).
Fitxa tècnica
| OSSA Plonker BLT   | OSSA Plonker BLT           | OSSA Plonker BLT           |
| ------------------ | -------------------------- | -------------------------- |
|                    | 350                        | 250                        |
| Id. Model          | ?                          | ?                          |
| Núm. Sèrie         | ?                          | ?                          |
| Anys               | 1976                       | 1978                       |
| CC                 | 310                        | 244                        |
| Diàmetre x Carrera | 77 x 65 mm                 | 72 x 60 mm                 |
| Compressió         | 9,7:1                      | 9:1                        |
| CV                 | ?                          | ?                          |
| Carburador         | Mikuni 26 mm               | Mikuni 26 mm               |
| Canvi              | 5 velocitats               | 5 velocitats               |
| Suspensió davant   | Forquilla telescòpica      | Forquilla telescòpica      |
| Suspensió darrera  | BLT (Bolger Long Travel)   | BLT (Bolger Long Travel)   |
| Pneumàtic davant   | 3,00 x 21                  | 3,00 x 21                  |
| Pneumàtic darrera  | 4,00 x 18                  | 4,00 x 18                  |
| Frens davant       | Tambor 122 mm              | Tambor 122 mm              |
| Frens darrera      | Tambor 122 mm              | Tambor 122 mm              |
| Pes en sec         | ?                          | 97 Kg                      |
| Capacitat dipòsit  | 6,62 litres                | 6,62 litres                |
| Pintura dipòsit    | Negre amb franges irisades | Negre amb franges irisades |